# 남수단의 재외공관 목록

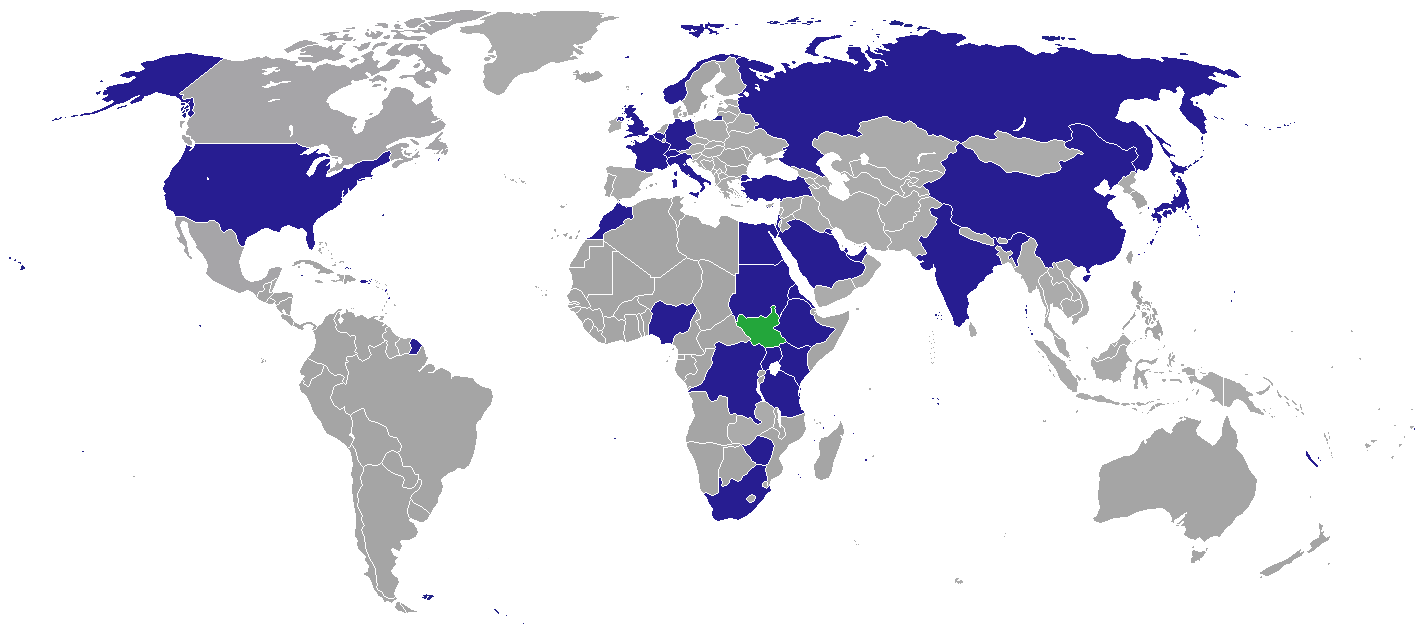
남수단의 재외공관

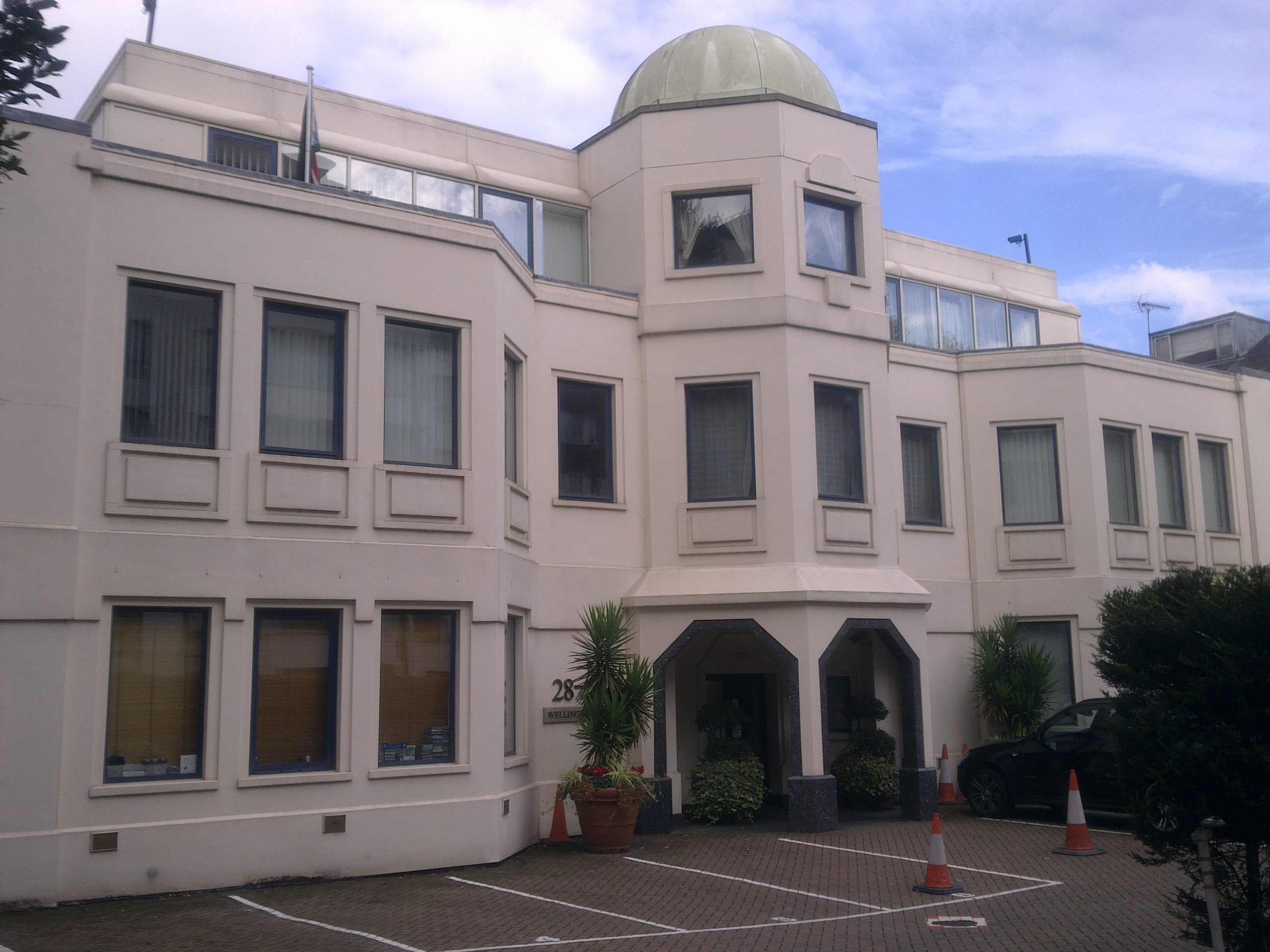
런던 주재 남수단 대사관

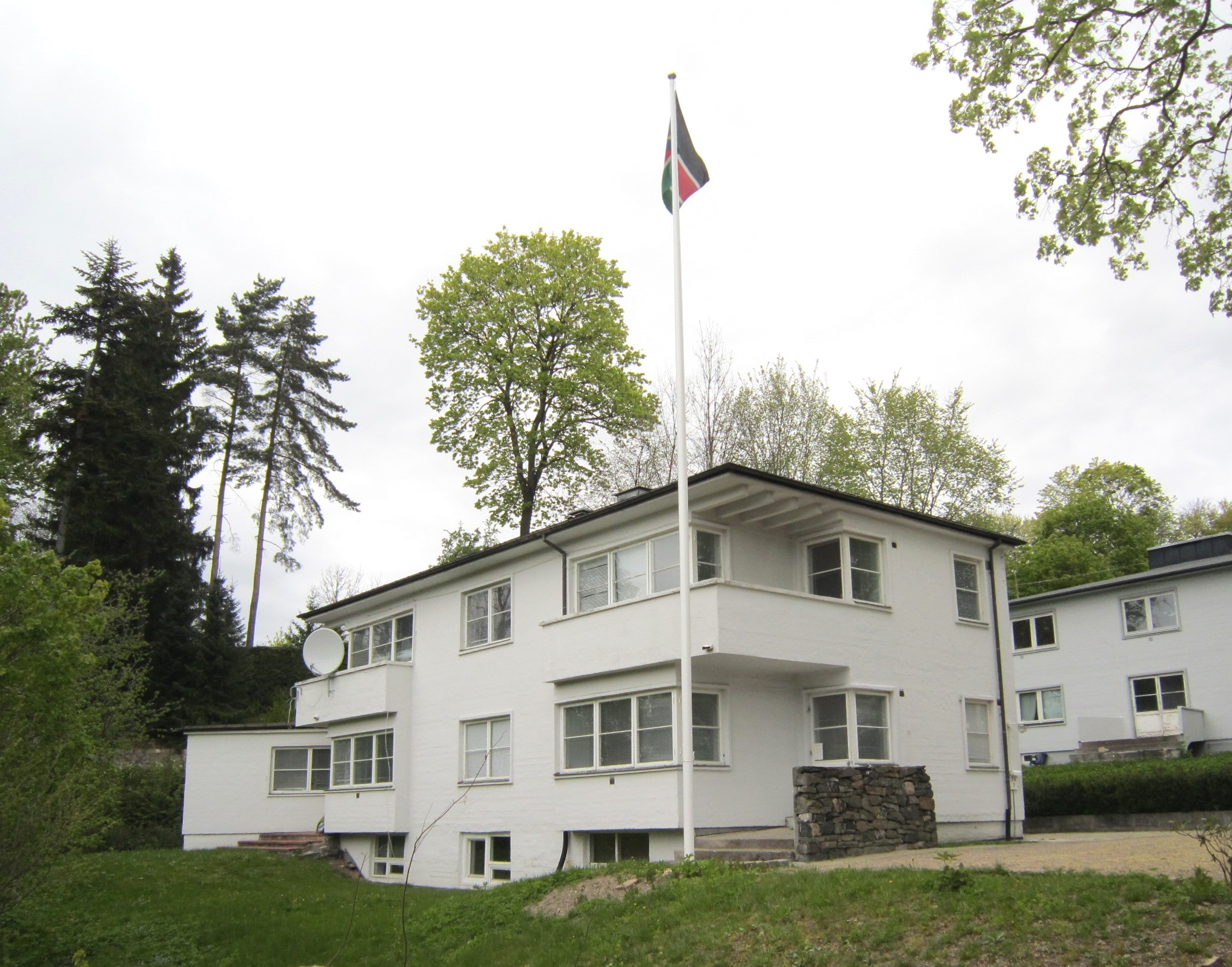
오슬로 주재 남수단 대사관

남수단의 재외공관 목록은 남수단 주재 대사관을 각국에 상주시켜 놓는 것을 의미하며 남수단의 재외공관을 나열한 목록이다.

## 아프리카
- 콩고 민주 공화국 : 킨샤사 (대사관)
- 이집트 : 카이로 (대사관)
- 에리트레아 : 아스마라 (대사관)
- 에티오피아 : 아디스아바바 (대사관)
- 가나 : 아크라 (대사관)
- 케냐 : 나이로비 (대사관)
- 나이지리아 : 아부자 (대사관)
- 남아프리카 공화국 : 프리토리아 (대사관)
- 수단 : 하르툼 (대사관)
- 우간다 : 캄팔라 (대사관)
- 짐바브웨 : 하라레 (대사관)

## 아메리카
- 미국 : 워싱턴 D.C. (대사관)

## 아시아
- 중화인민공화국 : 베이징시 (대사관)
- 인도 : 뉴델리 (대사관)
- 이스라엘 : 텔아비브 (대사관)
- 튀르키예 : 앙카라 (대사관)

## 유럽
- 벨기에 : 브뤼셀 (대사관)
- 프랑스 : 파리 (대사관)
- 독일 : 베를린 (대사관)
- 이탈리아 : 로마 (대사관)
- 노르웨이 : 오슬로 (대사관)
- 러시아 : 모스크바 (대사관)
- 스위스 : 제네바 (대사관)
- 영국 : 런던 (대사관)

## 대표부
- EU 남수단 정부 대표부 : 브뤼셀
- UN 남수단 정부 대표부 : 뉴욕, 제네바